# Oppenheim (Niemcy)

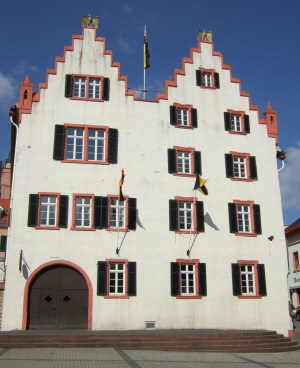
Ratusz

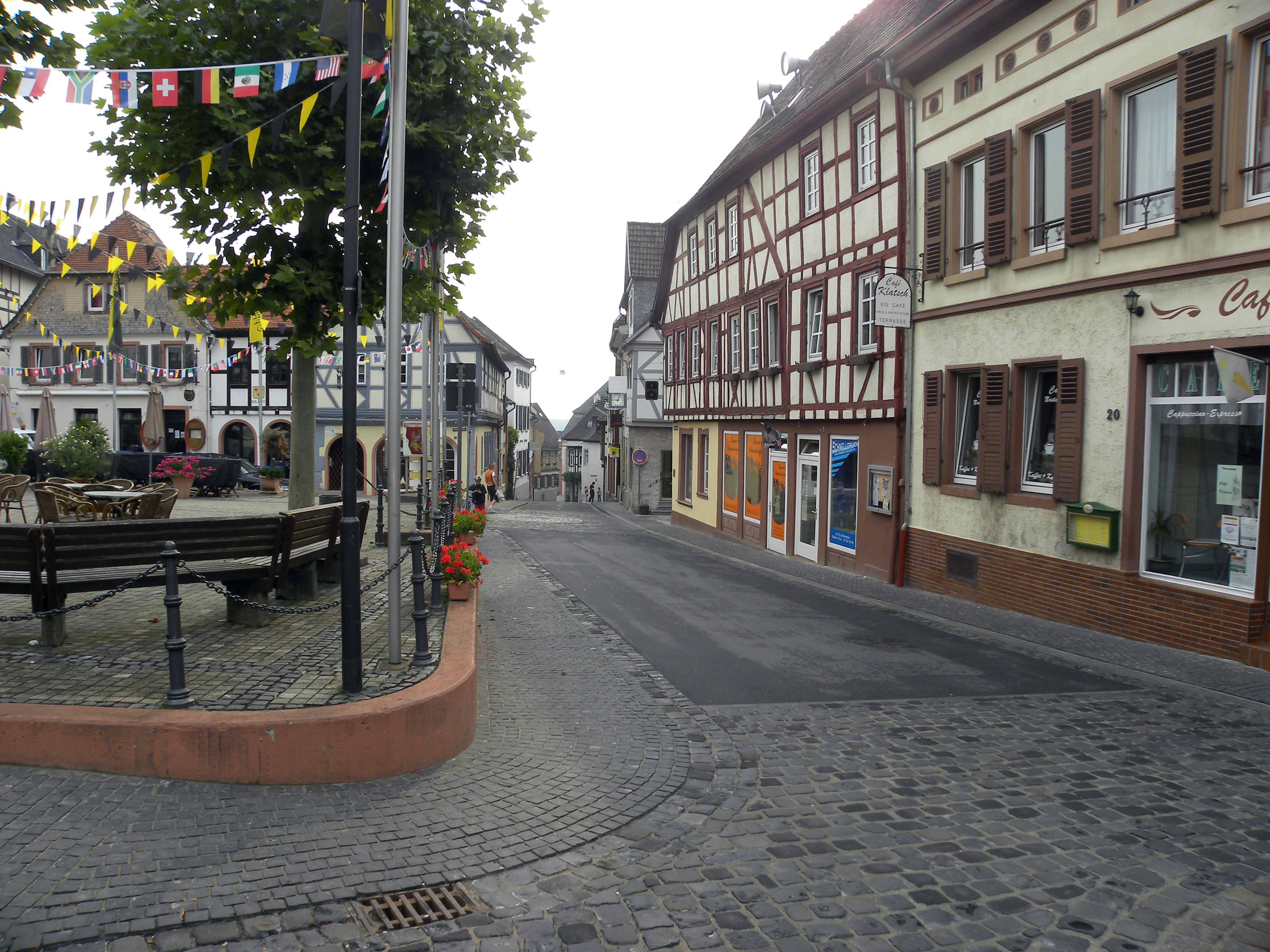
Oppenheim

Oppenheim – miasto w zachodnich Niemczech, w kraju związkowym Nadrenia-Palatynat, w powiecie Mainz-Bingen, siedziba gminy związkowej Rhein-Selz. Do 30 czerwca 2014 siedziba gminy związkowej Nierstein-Oppenheim. Leży w Hesji Nadreńskiej, między Wormacją a Moguncją. Liczy 7098 mieszkańców (2009).

## Historia
Początki Oppenheim należy wiązać z okresem panowania Hohenstaufów. Został wzniesiony tu wówczas zamek dla miejscowych grafów. Miasto było bogate dzięki plantacjom winorośli. Handel winem ma swoje korzenie w XII wieku. Wokół kościoła św. Sebastiana (St. Sebastian) powstało Stare Miasto, które otrzymało w 1225 r. prawa miejskie. W pobliżu powstał nowy organizm miejski zwany Nowym Miastem, który prawa miejskie otrzymał w roku 1234. Specyficzne położenie spowodowało iż Oppenheim było w orbicie zainteresowań zarówno biskupa Wormacji, jak arcybiskupa Moguncji, co spowodowało konflikt o miasto. W to wszystko wmieszał się Ryszard z Kornwalii, który ostatecznie w roku 1258 podzielił Oppenheim na dwie strefy wpływów. Stare Miasto z kościołem przyznano biskupstwu wormackiemu, zaś Nowe Miasto arcybiskupstwu mogunckiemu. Ponieważ Nowe Miasto nie miało kościoła, arcybiskupi mogunccy mieli ambicję wzniesienia nowego kościoła. Tym samym powstała jedna z najważniejszych inwestycji – kościół parafialny pw. św. Katarzyny (St. Katharinen) który wkrótce został podniesiony do godności kolegiaty. Władzę sprawowali m.in. palatyni mogunccy. W XIV wieku Oppenheim otrzymało status Wolnego Miasta Rzeszy arcybiskupstwa mogunckiego. Od 1398 miasto należało do Palatynatu (Kurpfalz). W 1797 Oppenheim zostało wcielone do Francji. Po Kongresie wiedeńskim miasto zostało przejęte przez landgrafów kraju Hesja-Darmstadt. Po zjednoczeniu Niemiec w 1871 r., miasto weszło w skład landu Hesja. Pod koniec II wojny światowej, w marcu 1945 w okolicach miasta miały miejsce walki o Ren, wygrane przez wojska alianckie.

## Zabytki i muzea
Najcenniejszym obiektem Oppenheim jest zbudowany z czerwonego piaskowca gotycka kolegiata św. Katarzyny (St. Katharinen) z XIII-XV wieku, gotycki kościół św. Bartłomieja (St. Bartholomäus) z XIV–XV w., który posiada sklepienie sieciowe i w którym zachowały się fragmenty późnogotyckiego malarstwa ściennego z wyposażeniem późnobarokowym, z II poł. XVIII w. (m.in. figury apostołów i krucyfiks).
Stojące wśród winnic nad Renem ruiny zamku Landskron pochodzą z XVI wieku. Stoją one na miejscu dawnego XII-wiecznego zamku palatynów mogunckich. Spośród małomiasteczkowej zabudowy Starego Miasta wyróżniają się domy o konstrukcji ryglowej, gł. z XVIII w., oraz XV-wieczny ratusz.
Labirynt piwnic Oppenheim zlokalizowany pod starówką jest wyjątkowy. Podziemne przejścia, schody i pokoje łączą domy i kompleksy na różnych głębokościach. W centrum starego miasta, wokół ratusza, w sumie około 650 metrów korytarzy piwnicznych zostało w dużej mierze zachowanych historycznie i zostało zagospodarowanych dla ruchu turystycznego. Pomimo szeroko zakrojonych badań dokładny zasięg podziemnych przejść wciąż nie jest ostatecznie znany, ale wynosi co najmniej 40 km. Dostępne dla turystów części wokół ratusza stanowią zaledwie 1 do 2 procent ogólnej objętości zabytkowych piwnic, ale robią imponujące wrażenie. Miejskie Biuro Turystyczne i Festiwalowe oferuje przez cały rok wycieczki z przewodnikiem po tym wyjątkowym labiryncie piwnic, a także wycieczki do kościołów, do Niemieckiego Muzeum Wina, wycieczki po mieście i wycieczki z nocnym stróżem.
Częściowo zachowały się obwarowania z XIII-XIV w. z bramą i trzema basztami.
W XIX-wiecznym pałacu mieści się Niemieckie Muzeum Wina (Deutsches Weinbaumuseum).

## Osoby

### urodzone w Oppenheim
- Johanna Senfter(inne języki) (1879-1961) – kompozytorka
- Paul Wallot (1841-1912) – architekt

### związane z miastem
- Matthäus Merian (1593-1650) – grafik
- Anton Praetorius (1560-1613) – pastor

## Współpraca
Miejscowości partnerskie:
- Adnet, Austria
- Calp, Hiszpania
- Givry, Francja
- Sant’Ambrogio di Valpolicella, Włochy
- Werder (Havel), Brandenburgia